# Вальце (гміна)
Гміна Вальце (пол. Gmina Walce) — сільська гміна у південно-західній Польщі. Належить до Крапковицького повіту Опольського воєводства.
Станом на 31 грудня 2011 у гміні проживало 5613 осіб.

## Територія
Згідно з даними за 2007 рік площа гміни становила 69.29 км², у тому числі:
- орні землі: 84.00%
- ліси: 7.00%

Таким чином, площа гміни становить 15.66% площі повіту.

## Населення
Станом на 31 грудня 2011:
| Опис     | Загалом | Загалом | Чоловіки | Чоловіки | Жінки | Жінки |
| -------- | ------- | ------- | -------- | -------- | ----- | ----- |
| одиниця  | осіб    | %       | осіб     | %        | осіб  | %     |
| все      | 5613    | 100     | 2681     | 47.76    | 2932  | 52.24 |
| міське   | 0       | 100     | 0        |          | 0     |       |
| сільське | 5613    | 100     | 2681     | 47.76    | 2932  | 52.24 |

## Сусідні гміни
Гміна Вальце межує з такими гмінами: Ґлоґувек, Здзешовіце, Крапковіце, Ренська Весь.